# Dunham Castle
Dunham Castle ist eine Burgruine im Dorf Dunham Massey in der englischen Grafschaft Cheshire.

## Geschichte
Die Burg wird erstmals 1173 urkundlich erwähnt. In dem Dokument steht, dass Hamon de Massey (Hamo de Masci) die Burgen Dunham Castle und Ullerwood Castle gehörten. Ebenfalls gibt es dokumentarische Beweise dafür, dass die Burg 1323 noch stand. Zwischen 1323 und 1362 wurde sie allerdings aufgegeben.
Häufig wird Dunham Castle mit Watch Hill Castle, einer ähnlichen Anlage in der Nähe verwechselt, die vermutlich beide De Massey gehörten.
Dunham Castle galt als Scheduled Monument, wurde aber aus der Liste entfernt.

## Konstruktion
Die Motte stand vermutlich auf einem Mound in der Nähe der heutigen Dunham Massey Hall. Er hat 24 Meter Durchmesser und ist heute noch in einer Höhe von 2 Metern erhalten. Das Anwesen war von einem Graben umgeben, den man später in einen Ziersee umgestaltete.